# نايجل تورنر
نايجل تورنر (8 أغسطس 1914 - 31 يناير 1962) (بالإنجليزية: Nigel Turner)‏ هو لاعب كريكت بريطاني (وحمل سابقاً جنسية المملكة المتحدة لبريطانيا العظمى وأيرلندا).